# 奥达伦戈格兰德
奥达伦戈格兰德（義大利語：Odalengo Grande），是意大利亚历山德里亚省的一个市镇。总面积15.83平方公里，人口521人，人口密度32.9人/平方公里（2009年）。ISTAT代码为006116。